# 科爾達區
科爾達區是塞內加爾南部的一個行政區，首府科爾達，西臨濟金紹爾區，東接坦巴昆達區，南面與幾內亞和幾內亞比索接壤，下設3省。